# ソーススプーン

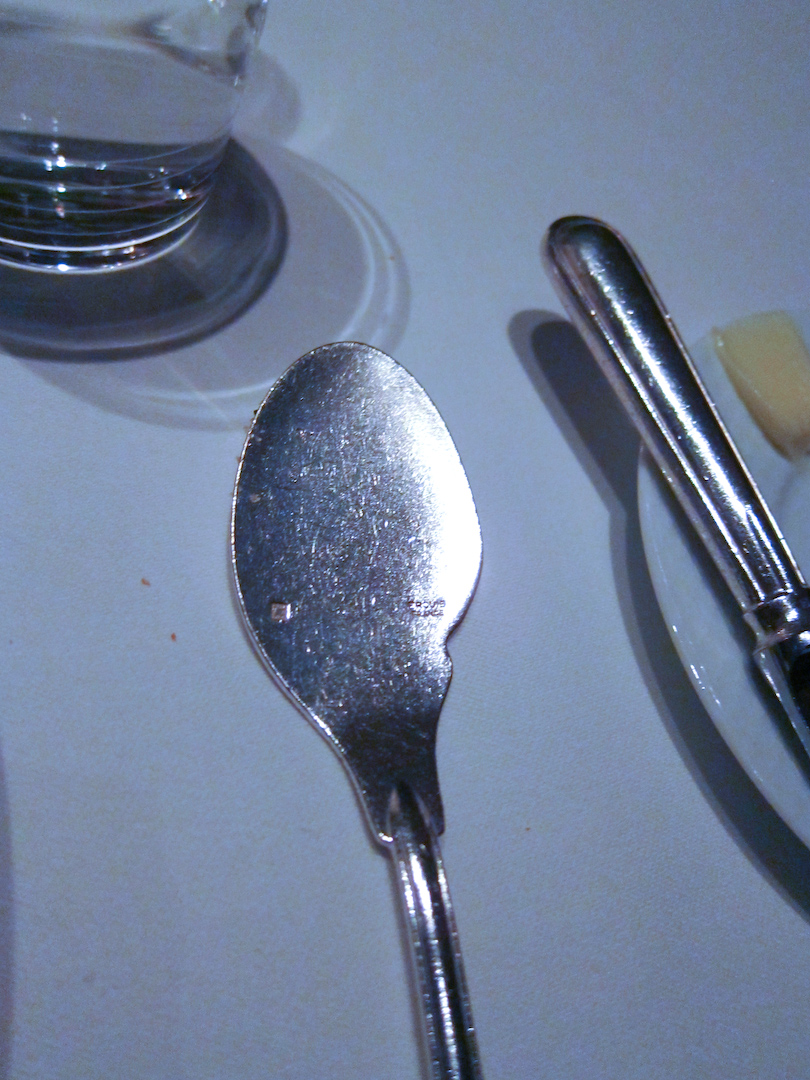
ソーススプーン

ソーススプーン（英語: French sauce spoon、英語: saucier spoon）は、カトラリーの1種。フィッシュスプーンとも呼ばれる。
平たいスプーンであり、「短いナイフ」ともされる形状をしている。ソースをすくって食べるためのスプーンであり、魚料理、デザートなどで使用される。
左手にフォークを持ち、右手のソーススプーンで料理を切る、ソースを料理にかける、スプーンの上に料理を乗せて食す、ソースをすくって食すといった使い方をする。
パリのレストラン「ラザール」で1950年から使用されるようになった。
ソーススプーンの登場にはヌーベルキュイジーヌによるフランス料理の変遷、とろみの強い濃いソースから濃度が薄いスープのようなソースが主力に変わっていったという変化が影響を与えている。ナイフとフォークを兼ね、魚や肉とソースをいっしょに口を運べるカトラリーとして、それ以前からデザートでは使用されていたソーススプーンが魚料理にも使用されるようになった。片側に小さな凹みがあり、ソースの余計な油分をここから流すのに用いられる。
日本では1970年くらいからフランス料理店で使用されるようになっており、KIHACHIオーナーシェフの熊谷喜八がソーススプーンを日本に初めて紹介したとされる。